# Саттон, Буну
Мервин Эрнест (Буну) Саттон (англ. Mervyn Ernest (Bunoo) Sutton; 2 июня 1909, Джабалпур, Британская Индия — 20 декабря 1956) — индийский легкоатлет, выступавший в беге на короткие дистанции и барьерном беге. Участник летних Олимпийских игр 1932 года.

## Биография
Буну Саттон родился 2 июня 1909 года в индийском городе Джабалпур.
В 1932 году вошёл в состав сборной Индии на летних Олимпийских играх в Лос-Анджелесе. В беге на 100 метров в 1/8 финала занял 4-е место, показав результат 11,4 секунды и уступив 0,2 секунды попавшему в четвертьфинал с 3-го места Андрею Энгелю из Чехословакии. В беге на 110 метров с барьерами в 1/8 финала занял 3-е место, показав результат 15,1 секунды. В четвертьфинале занял 4-е место и выбыл из борьбы. В эстафете 4х100 метров сборная Индии, за которую также выступали Рональд Верньё, Мехар Чанд Дхаван и Дики Кэрр, заняла в полуфинале последнее, 5-е место, показав результат 43,7 и уступив 1,7 секунды попавшей в финал с 3-го места команде Великобритании.
Умер 20 декабря 1956 года.

## Личный рекорд
- Бег на 110 метров с барьерами — 14,9 (1932)[4]